# کاروانسرای شفیع‌آباد
کاروانسرای شفیع‌آباد در نزدیکی روستایی در استان کرمان است که در کنار جاده نهبندان به شهداد قرار گرفته‌است و بیشتر به واسطه قلعه و کاروانسرای مشهورش شناخته می‌شود. شفیع‌آباد از روستاهای شهرستان کرمان به‌شمار می‌رود.

## قلعه شفیع‌آباد
قلعه شفیع‌آباد که به دوره قاجار برمی‌گردد، در محوطه‌ای پوشیده شده با درختان نخل قرار گرفته‌است. قلعه شفیع‌آباد محوطه گسترده‌ای است که با دیوارهای حفاظتی بلندی پوشیده شده‌است. اتاق‌های داخلی قلعه ساده و کوچک هستند و پنجره‌هایی برای گذر هوا و خنک شدن هوای داخل اتاق‌ها در آن ساخته شده‌است. برای رسیدن به پشت بان قلعه می‌توانید از راه پله‌هایی استفاده کنید. این راه پله‌ها خیلی باریک‌اند اما ارتفاع هر کدام از پله‌هایش خیلی زیاد نیست.
برج‌های دیده‌بانی و مراقبتی استوانه‌ای شکل هم در چهار گوشه قلعه قرار گرفته‌است. از پشت بام بازسازی و ایمن‌سازی شده قلعه می‌توان چشم‌اندازی گسترده از دشت‌های مسطح پیرامون داشت.
قلعه شفیع‌آباد کاربری کاروانسرا داشته و آن را با نام کاروانسرای شفیع‌آباد هم می‌شناسند. ساختار کاروانسراها این بوده‌است که امنیت کاروان‌ها را در مقابل حمله راهزنان تأمین می‌کرده‌است. به همین دلیل کاروانسراها به مانند یک قلعه یا دژ نظامی ساخته می‌شده‌اند. پس طبیعی است که گاهی نتوان تفاوتی میان یک قلعه نظامی یا کاروانسرا را تشخیص داد.
قلعه یا کاروانسرای شفیع‌آباد دارای یک دروازه اصلی و بزرگ است که در بالای آن چند اتاقک و در دو طرف آن دو برج قرار گرفته و نگهبانان در این فضاها، مستقر می‌شده‌اند. در چهار گوشه کاروانسرا هم برج‌های مراقبتی ساخته شده‌است. تزئینات این مجموعه با آجرکاری است. در کنار قلعه و کاروانسرای شفیع‌آباد می‌توانید صنایع دستی ساخته شده توسط اهالی بومی روستا را تهیه کنید.

## نگارخانه

کاروانسرای شفیع‌آباد
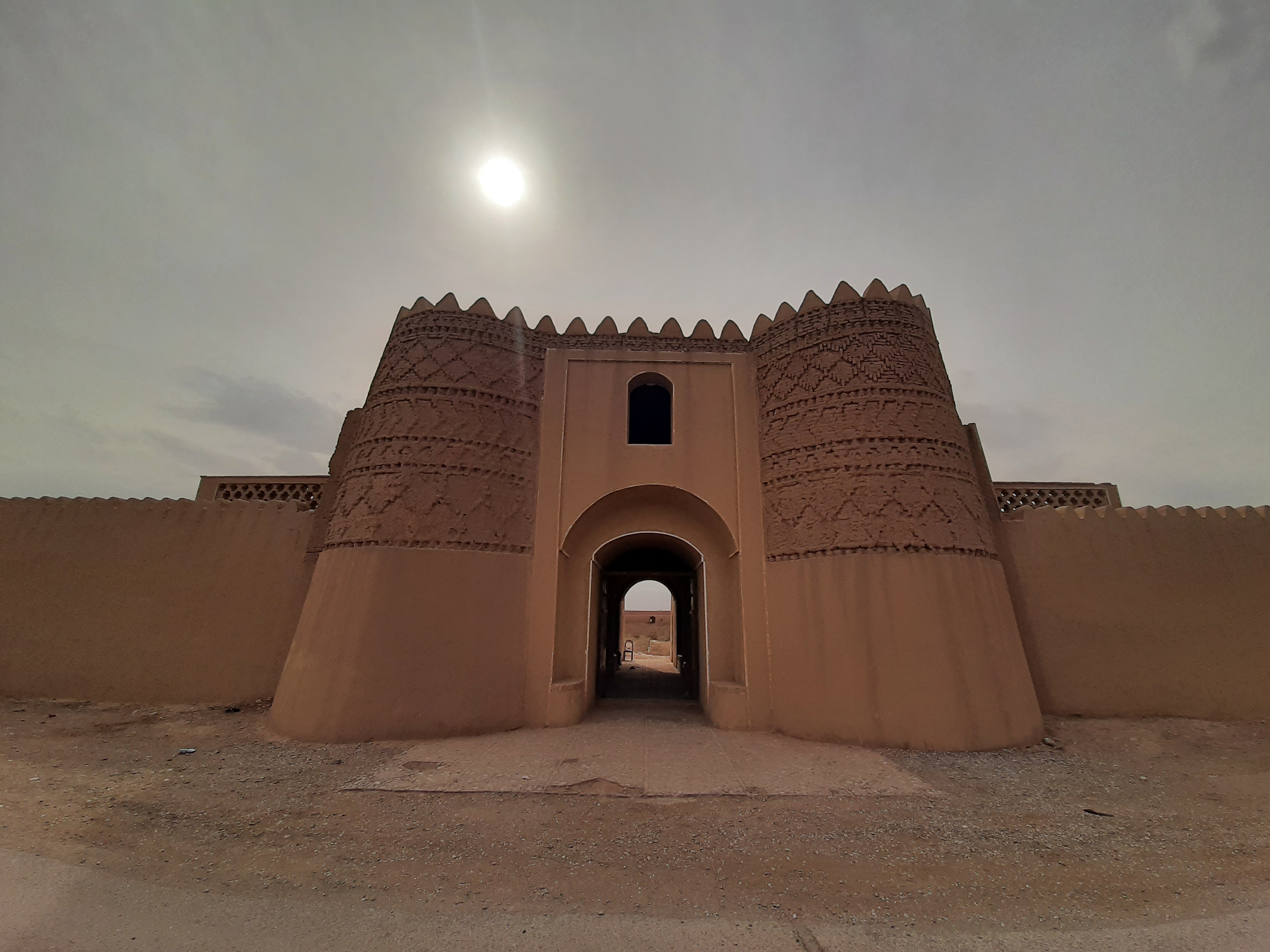
نمایی از دروازهٔ اصلی کاروانسرا
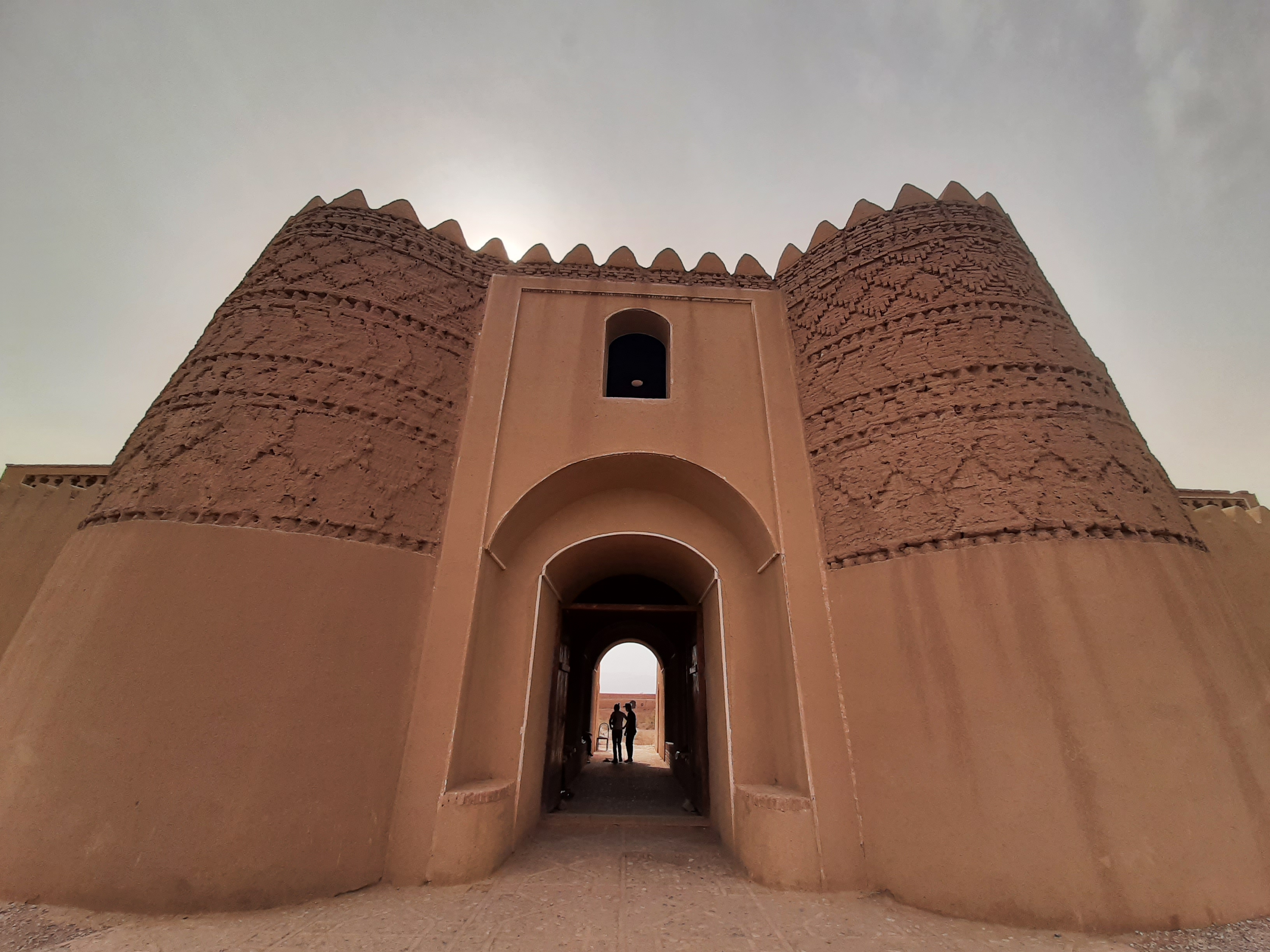
نمایی از دروازهٔ اصلی کاروانسرا
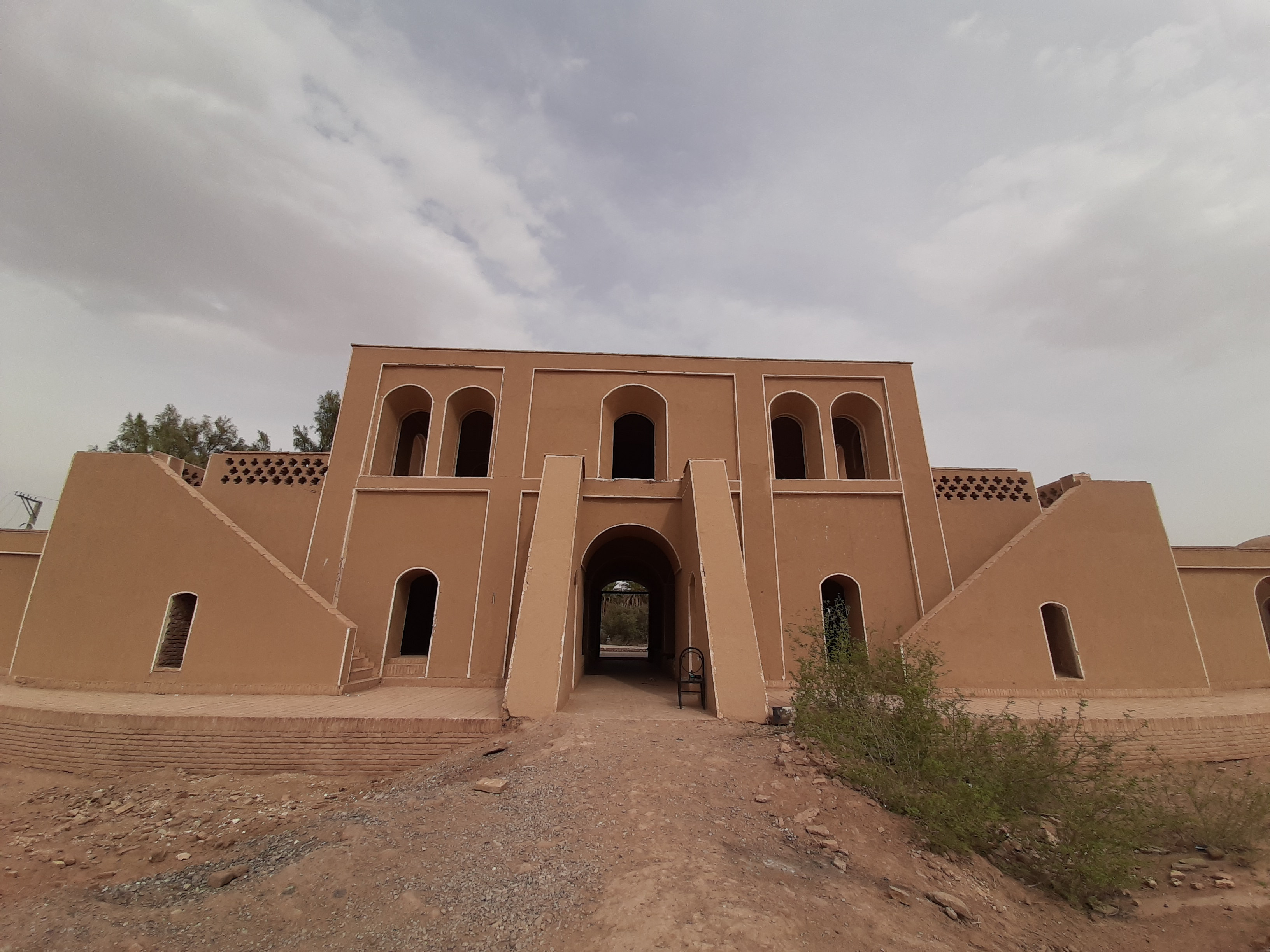
نمایی از دروازهٔ اصلی کاروانسرا (از داخل کاروانسرا)
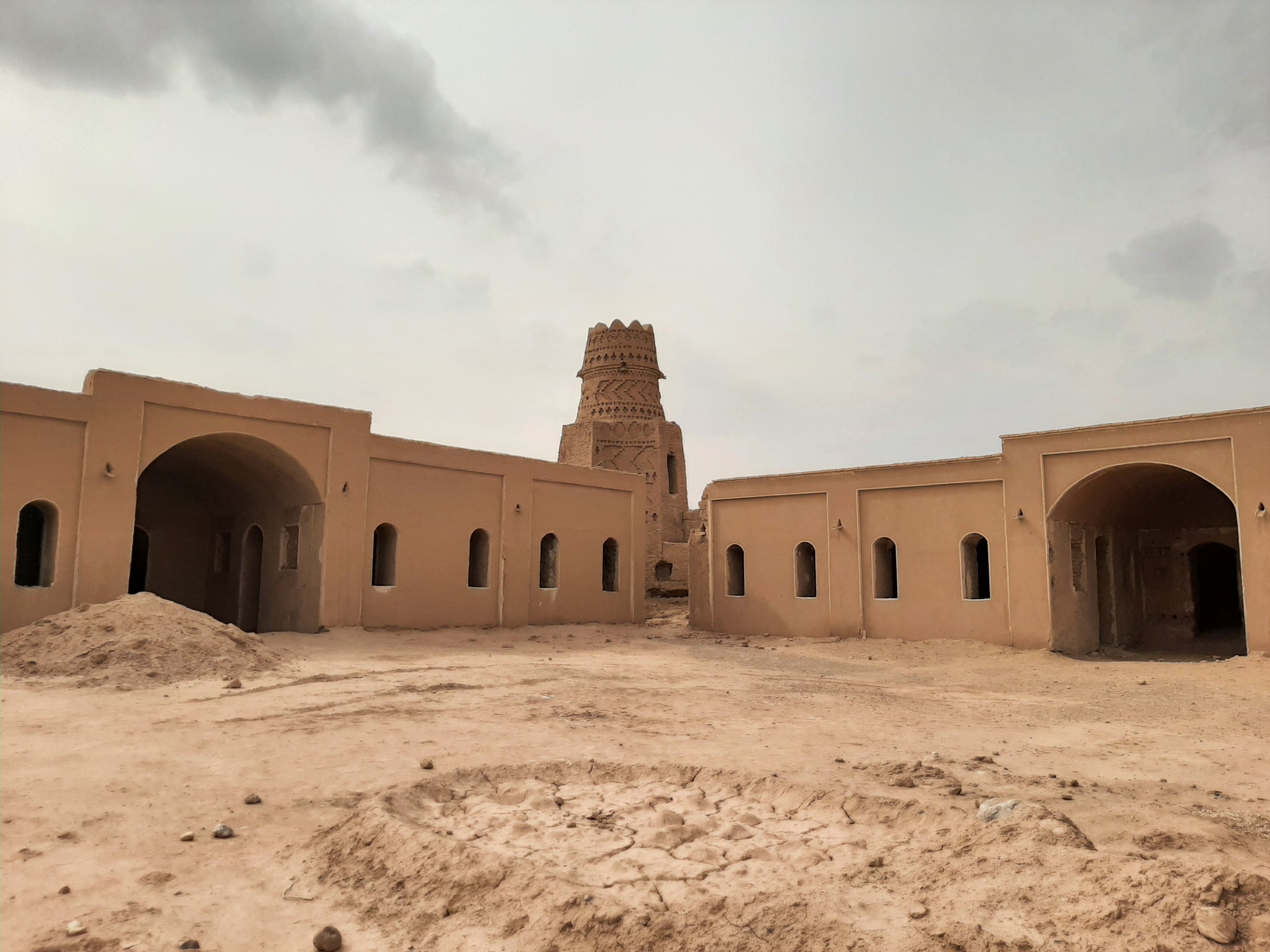
نمایی از برج و باروی کاروانسرا